# Louisette Malherbaud
Louisette Malherbaud (28 de abril de 1917-28 de diciembre de 1999) fue una deportista francesa que compitió en esgrima, especialista en la modalidad de florete. Ganó tres medallas en el Campeonato Mundial de Esgrima en los años 1947 y 1948.

## Palmarés internacional
| Campeonato Mundial | Campeonato Mundial     | Campeonato Mundial | Campeonato Mundial  |
| Año                | Lugar                  | Medalla            | Prueba              |
| ------------------ | ---------------------- | ------------------ | ------------------- |
| 1947               | Lisboa (Portugal)      | Medalla de plata   | Florete por equipos |
| 1947               | Lisboa (Portugal)      | Medalla de bronce  | Florete individual  |
| 1948               | La Haya (Países Bajos) | Medalla de bronce  | Florete por equipos |